# We Were Promised Jetpacks
«We Were Promised Jetpacks» (переводится Нам обещали реактивные ранцы) — шотландская рок-группа из Эдинбурга, играет в составе: Адам Томпсон (вокал, гитара), Майкл Палмер (гитара), Шон Смит (бас) и Даррен Лэки (ударные). Дебютный альбом группы «These Four Walls» был выпущен в июне 2009 года на лейбле Fat Cat Records. В 2011 году вышел второй полноформатный альбом группы — «In the Pit of the Stomach». Со слов участников группы большое влияние на их становлении и последующее творчество оказали и оказывают такие группы как: Mogwai, The Twilight Sad и Biffy Clyro.

## История
Группа образовалась в 2003 году в Эдинбурге. Свой первый концерт отыграла на площадке школы в рамках конкурса который и выиграла. После, было принято решение о переезде в Глазго. После переезда играли в ночных клубах столицы. В сентябре 2008 года играли на разогреве у Frightened Rabbit в рамках их концертного тура. После тура по рекомендации участников Frightened Rabbit, подписали контракт с лейблом Fat Cat Records .
15 июня 2009 года группа выпустила свой дебютный альбом — «These Four Walls», и презентовала его на площадке King Tut’s Wah Wah Hut в Глазго. Альбом достиг 27-го места Top Heatseekers чарта Billboard. После успеха группа отправляется в концертный тур по США, играя совместные концерты с американскими коллективами. В октябре 2011 года выпустила второй альбом — «In the Pit of the Stomach», который расположился на 5 позиции Top Heatseekers чарта Billboard, позже перекочевав в основной чарт.

## Дискография

### Студийные альбомы
- These Four Walls (Июнь 2009)
- In the Pit of the Stomach (Октябрь 2011) (UK Чарт: No. 167)[4]
- Unravelling (Октябрь 2014)
- The More I Sleep The Less I Dream (Сентябрь 2018)
- Enjoy The View (Сентябрь 2021)

### EPs
- The Last Place You’ll Look (Март 2010)

### Синглы
- «Quiet Little Voices» / «Let’s Call This a Map» (Май 2009)
- «Roll Up Your Sleeves» / «Back to the Bare Bones» (Июнь 2009)
- «It’s Thunder and It’s Lightning» / «Ships With Holes Will Sink» (Ноябрь 2009)
- «Medicine» / «Building Buildings» (Сентябрь 2011)
- «Human Error» / «Ink Slowly Dries» (Декабрь 2011)
- «Hanging In» (Июль 2018)
- «Repeating Patterns» (Август 2018)
- «If It Happens» (Апрель 2021)